# (13681) Monty Python
(13681) Monty Python ist ein Asteroid des Hauptgürtels, der am 7. August 1997 von den tschechischen Astronomen Miloš Tichý und Zdeněk Moravec am Kleť-Observatorium entdeckt wurde.
Benannt wurde er am 26. Juli 2000 nach der britischen Komikergruppe Monty Python.
Der Himmelskörper gehört zur Eos-Familie, einer Gruppe von Asteroiden, welche typischerweise große Halbachsen von 2,95 bis 3,1 AE aufweisen, nach innen begrenzt von der Kirkwoodlücke der 7:3-Resonanz mit Jupiter, sowie Bahnneigungen zwischen 8° und 12°. Die Gruppe ist nach dem Asteroiden (221) Eos benannt. Es wird vermutet, dass die Familie vor mehr als einer Milliarde Jahren durch eine Kollision entstanden ist.